# Староузмяшево
Староузмя́шево (рос. Староузмяшево, башк. Иҫке Үҙмәш) — село у складі Чекмагушівського району Башкортостану, Росія. Входить до складу Юмашевської сільської ради.
Населення — 122 особи (2010; 151 у 2002).
Національний склад:
- татари — 52 %
- башкири — 39 %